# Orbit@home
orbit@home é um projeto integrado ao BOINC que utiliza o Orbit Reconstruction, Simulation and Analysis (ORSA) para monitorar a trajetória de objetos próximos ao planeta Terra. 